# Вастођирарди
Вастођирарди (итал. Vastogirardi) је насеље у Италији у округу Изернија, региону Молизе.
Према процени из 2011. у насељу је живело 488 становника. Насеље се налази на надморској висини од 1159 м.

## Становништво
| 1931. | 1936. | 1951. | 1961. | 1971. | 1981. | 1991. | 2001. | 2011. |
| ----- | ----- | ----- | ----- | ----- | ----- | ----- | ----- | ----- |
| 2.055 | 2.122 | 2.249 | 1.928 | 1.348 | 1.050 | 864   | 798   | 728   |